# Peyrusse-Vieille
Peyrusse-Vieille – miejscowość i gmina we Francji, w regionie Oksytania, w departamencie Gers.
Według danych na rok 1990 gminę zamieszkiwało 99 osób, a gęstość zaludnienia wynosiła 9 osób/km² (wśród 3020 gmin regionu Midi-Pireneje Peyrusse-Vieille plasuje się na 964. miejscu pod względem liczby ludności, natomiast pod względem powierzchni na miejscu 1018.).